# Комсомольский призыв
Комсомо́льский призы́в — способ привлечения активных молодых людей в важнейшие сферы народного хозяйства и государственного устройства.
В условиях массового дефицита рабочих и иных трудовых ресурсов существовала необходимость срочного укомплектования кадрами объектов, обозначенных Партией и Государством как наиболее важнейшие в каком-либо регионе в данное (на призыв) время.
Для соответствия Трудовому законодательству РСФСР и союзных республик СССР, комсомольский призыв приравнивался юридически к оргнабору. Главной особенностью именно комсомольского призыва являлось направление на эти важнейшие (ударные) региональные проекты наиболее ответственных и активных членов ВЛКСМ и молодых членов КПСС, а, в особых случаях, и сочувствующих делу коммунизма лиц из числа беспартийных молодых граждан.
Объявить комсомольский призыв могли местные (областные, краевые, республиканские) органы ВЛКСМ по разрешению соответствующего руководящего органа КПСС (обком, крайком, республиканский ЦК) и/или по решению ЦК ВЛКСМ.
Чаще всего комсомольский призыв объявлялся для создания ударных комсомольских бригад, коллективов, смен на стройках, носящих статус ударных строек.
Также комсомольский призыв применялся для набора (особого целевого набора) в органы МВД СССР, КГБ СССР и Вооружённых сил СССР.
В 1970-х и по 1990-й гг. гражданин, идущий по комсомольскому призыву, получал документ-направление на объект будущей своей работы: комсомольскую путёвку.
В своей массе комсомольский призыв применялся для наполнения рабочей силой ударных комсомольских строек — всесоюзных (ВУКС), региональных и областных, реже — городских и районных УКС.
Уклонение от комсомольского призыва часто имело последствиями моральное осуждение и затем сказывалось на политико-деловой характеристике, то есть препятствовало карьерному росту.
С 1984 года комсомольский призыв по комсомольским путёвкам был распространён на массовое общественно-социальное движение молодёжи по созданию молодёжных жилых комплексов (движение МЖК СССР) — основной состав ударных бригад комсомольско-молодёжных строительных отрядов (КМСО формировались по принципам ранее проявивших себя отрядов ССО) формировался из лиц, прибывающих на предприятия промстройиндустрии и промстройматериалов в рамках комсомольского призыва по комсомольским путёвкам.